# Projet 112
Le projet 112 était un programme expérimental d'armes chimiques et biologiques mené sous la conduite du département de la Défense des États-Unis de 1962 à 1973. Ce projet est né sous l'administration de John Fitzgerald Kennedy et a été autorisé par son secrétaire à la Défense Robert McNamara dans le cadre d'un réexamen complet des systèmes de défense des États-Unis. Le nom de projet 112 fait référence au numéro de ce programme parmi les 150 propositions de ce réexamen autorisé par McNamara. Toutes les composantes de l'armée des États-Unis ainsi que les agences de renseignement (un euphémisme pour la direction de la science et technologie du bureau des services techniques de la CIA) y ont participé, aussi bien financièrement que directement avec leur personnel. Le Canada et le Royaume-Uni ont également participé à certaines activités du projet 112.
Le projet 112 s'est d'abord penché sur l'utilisation d'aérosols pour répandre des produits chimiques et biologiques qui pourraient provoquer des incapacités temporaires contrôlées. Le programme de test devait être mené à grande échelle hors des 48 états des USA continentaux, dans le Pacifique Sud, le Pacifique Central  et l'Alaska ceci de concert avec la Grande-Bretagne, le Canada et l'Australie. Au moins 50 essais ont été réalisés dont au moins 18 concernaient des "imitations" d'agents biologiques (comme le Bacillus subtilis) et au moins 14 concernaient des produits chimiques y compris le gaz sarin et le gaz VX, mais aussi des gaz lacrymogènes et d'autres produits semblables. Les lieux des tests ont été Porton Down (Grande-Bretagne), Ralston (Canada) et au moins 13 navires de guerre de l'US Navy ; les essais embarqués ont été nommés SHAD (pour Shipboard Hazard And Defense soit Défense et Danger Embarqués). Le projet a été coordonné depuis le Deseret Test Center dans l'Utah, à 100 km au sud-ouest de Salt Lake City.
Jusqu'en 2005, les informations disponibles sur le projet 112 sont restées incomplètes.

## Des instructions du plus haut niveau

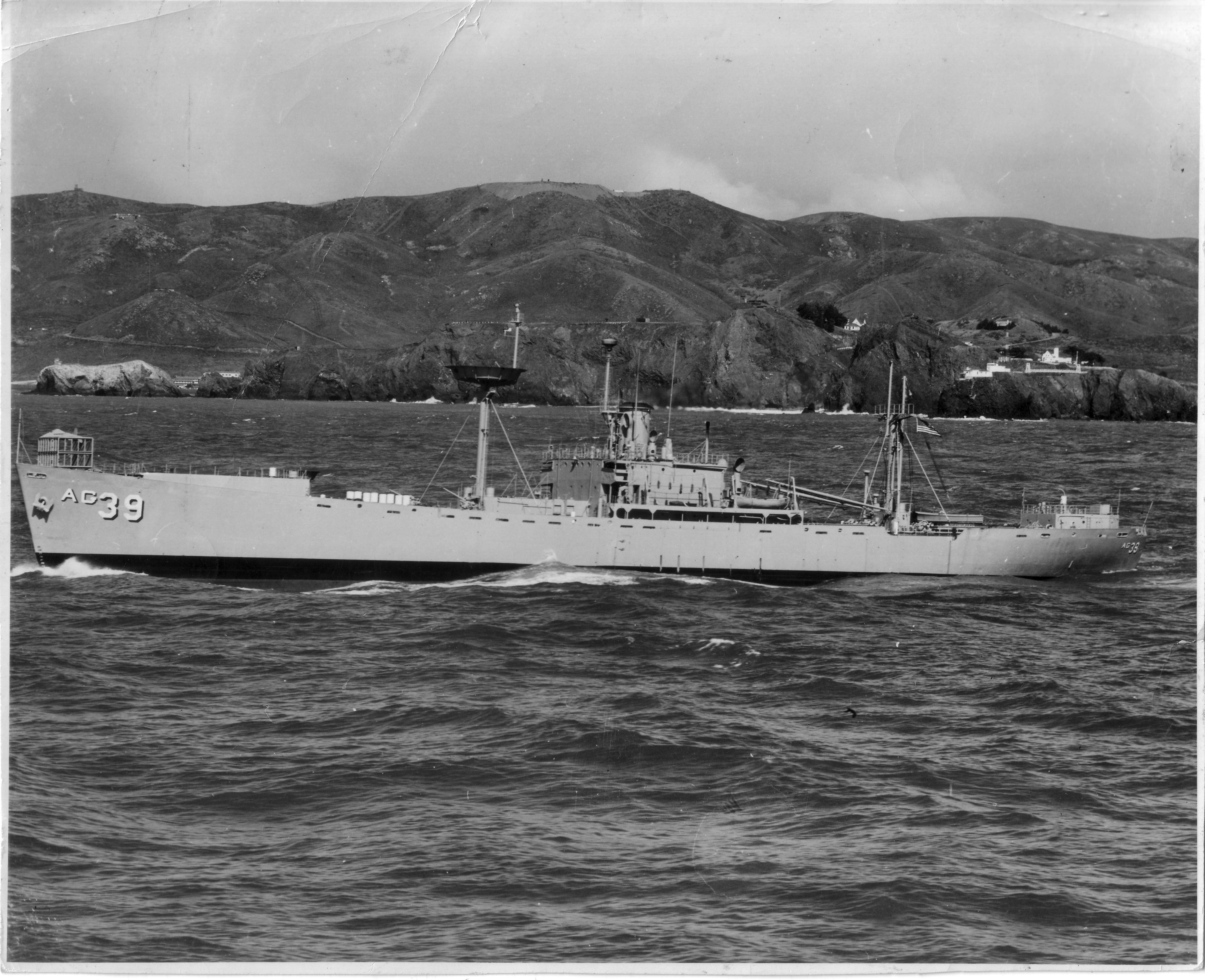
L’USS George Eastman (YAG-39), navire du type Liberty ship (Après avoir été équipé de matériel scientifique)

En janvier 1961, Robert McNamara a envoyé une directive aux chefs d'État-major interarmées concernant les armes chimiques et biologiques, leur enjoignant : "d'examiner toutes les applications possibles, incluant leur utilisation comme une alternative aux armes atomiques, de préparer un plan pour le développement d’acceptables capacités de dissuasion chimiques et biologiques, d’y inclure des estimations des coûts, et d’évaluer les conséquences politiques nationales et internationales. " Les chefs d’État-major désignèrent un groupe de travail qui recommanda un plan de 5 ans à mener en 3 parties,.

Le 17 avril 1963, le président Kennedy signa le mémorandum d’action nationale pour la sécurité (numéro 235) qui approuvait ce projet en ces termes : 

« La politique internationale nous conduit à réaliser un ensemble d’expériences scientifiques et technologiques à grande échelle, lourdes de conséquences et de longue durée dans des domaines physiques et biologiques. Des expériences qui par leur nature pourraient entrainer des allégations intérieures ou étrangères qu’il pourrait y avoir de telles effets seront incluses dans cet ensemble même si l’agence impliquée est déterminée à pouvoir prouver que de telles allégations sont infondées. »

Le projet 112 était un programme classé secret défense ayant des buts à la fois offensifs et défensifs portant sur les réactions des êtres humains, des animaux et des plantes pendant une guerre chimique et biologique dans diverses situations climatiques et géographiques. Le Corps d’Armée pour la Guerre Chimique U.S. a payé la part américaine d’un accord entre les États-Unis, le Royaume Uni, le Canada et l’Australie à négocier, à héberger, à conduire, dans l’idée d’y participer en respectant les intérêts mutuels de recherche, le développement des activités et les domaines de tests.

## Centre de commandement
Pour la localisation, voir :

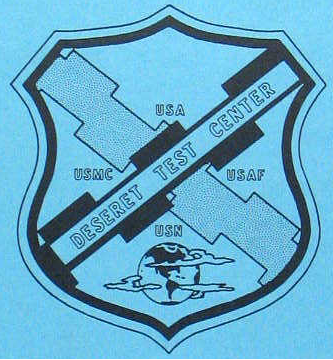
Le logo du Deseret Test Center montrant la Terre dans un nuage d’aérosols

Le centre de commandement du Deseret Test Center, qui fut prévu pour superviser le projet 112, contourna quelque peu les canaux habituels du département de la Défense et rendit compte directement aux Comité des chefs d’état-major interarmées et à un cabinet composé du secrétaire à la Défense, du secrétaire d'État, et dans une bien moindre mesure, du secrétaire à l’Agriculture. Les expériences ont été planifiées et conduites par le Deseret Test Center et le Deseret Chemical Depot au Fort Douglas dans l’Utah. Les tests ont été conçus pour tester les effets des armes biologiques et chimiques sur les êtres humains, les animaux, les plantes, les insectes, les véhicules, les navires, les équipements et même les toxines pour évaluer leurs interactions. Certaines expériences des projets 112 et SHAD ont concerné des personnes ignorant ces tests, qui n’avaient pas donné leur consentement après information, et qui se trouvaient à terre ou en mer dans diverses situations climatiques et géographiques. Ces expériences ont aussi concerné des avions, des sous-marins et des véhicules amphibies.

## Les tests d’armes biologiques
Les tests proposés ont eu une grande variété de buts par exemple : « systèmes sélectionnés de protection pour prévenir la pénétration d’un navire par un aérosol biologique », l’impact des « conditions météorologiques sur les performances des systèmes armés en pleine mer », « la pénétration d’agents biologiques dans la végétation d’une jungle », « la pénétration d’une ‘’inversion’’ arctique par un nuage d’aérosols biologiques », « la faisabilité d’un largage au large d’un nuage de moustiques Aedes aegypti en tant que vecteurs de maladies infectieuses », « la possibilité de réaliser une attaque biologique d’un archipel », ainsi que l’étude du taux de décroissance d’agents de guerre biologique sous diverses conditions.
Les tests du projet 112 ont porté sur les agents suivants ou sur des agents imitant leur action : l’agent de la tularémie, Serratia marcescens, Escherichia coli, Bacillus, le Staphylococcal enterotoxin de Type B, la rouille noire. Ces agents et leurs imitations étaient habituellement dispersés en aérosols en utilisant des appareils ou des bombes de pulvérisation de petite taille.
En mai 1965, aux États-Unis, des tests de résistance utilisant le bacillus subtilis imitant l’anthrax ont été menés dans les environs de Washington par des agents secrets des laboratoires militaires de l’armée des États-Unis. L’un des tests a été mené dans la gare ferroviaire et des cars Greyhound et l’autre dans le terminal nord de l’aéroport national de Washington. Pour ces tests les bactéries étaient relâchées par des diffuseurs d’aérosols cachés dans des mallettes spéciales. Ces laboratoires ont aussi mené une série de tests dans le métro de New York entre le 7 et le 10 juin 1966 en lâchant des ampoules électriques contenant du bacillus subtilis var.niger. Dans les derniers tests, les résultats ont indiqué qu’une épidémie au niveau de la ville serait survenue. Ni la police, ni les autorités locales n’en avaient été informées.

## Projet Shad– Défense et dangers embarqués

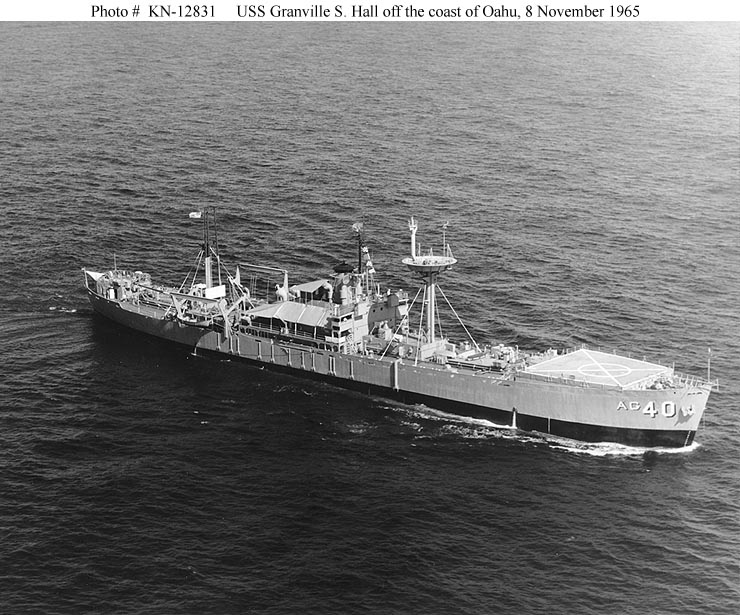
Le navire USS Granville S. Hall -- 1965

Le projet SHAD est un acronyme pour "Shipboard Hazard and Defense (ou parfois Decontamination)”, soit ‘’défense et danger dans un navire’’, était une partie d’un effort plus large nommé projet 112 qui a eu lieu pendant les années 1960. Le projet SHAD a concerné des tests conçus pour repérer les vulnérabilités des navires de guerre U.S. à des attaques d’agents chimiques ou biologiques et pour développer des moyens pour faire face à de telles attaques tout en maintenant des possibilités de riposte. Le département de la Défense des États-Unis a déclaré que le projet 112 a été pensé sans se préoccuper des capacités des États-Unis de se protéger et de se défendre contre les menaces chimiques et bactériologiques potentielles. Le projet 112 a concerné à la fois des tests au sol et en mer. Les essais en mer, appelés projet SHAD ont tout d’abord été faits depuis d’autres navires comme le USS Granville S. Hall (voir photo ci-dessus) et le USS George Eastman qui étaient des Liberty ships, des remorqueurs militaires, des sous-marins ou des avions de combat. Le projet SHAD a été conçu pour repérer les vulnérabilités des navires de guerre US aux attaques avec des armes chimiques ou biologiques et pour mettre au point des méthodes de décontamination tout en maintenant une capacité d’attaque. Il n’a jamais constitué de catalogue des informations classées secrètes concernant SHAD ; elles n’ont jamais été regroupées en un seul lieu. De plus, le Deseret Test Center a été fermé dans les années 1970 et la recherche d’archives et de documents conservés par différents services de l’armée US en plusieurs lieux a été un défi pour les chercheurs. Une fiche d’information a été mise au point pour chaque test réalisé et quand l’annulation d’un test n’avait pas de document, on faisait une analyse de cette annulation en imaginant la logique qui avait mené à cette annulation.

## Déclassification
L’existence du projet 112 (ainsi que le projet SHAD qui lui est lié) a été catégoriquement niée par les autorités militaires jusqu’en mai 2000 quand une enquête d’investigation du CBS Evening News a présenté des révélations dramatiques à propos de ces tests. Ces révélations ont forcé le département de la Défense et le département des Anciens combattants à lancer une enquête approfondie sur ces expériences et à révéler aux personnels concernés leur exposition aux toxines.
Des révélations concernant le projet SHAD ont d’abord été présentées par le reporteur et producteur Eric Longabardi qui a commencé à enquêter sur ce programme encore secret au début 1994, il creusa ce sujet pendant six ans. Il en a résulté finalement une série de reportages d’investigation qui sont passés aux CBS Evening News en mai 2000. Après la diffusion de ces reportages exclusifs, le Pentagone et le département des Anciens combattants ont ouvert leur propre enquête, toujours en cours, sur ce programme resté longtemps secret. En 2002, des auditions au Congrès des États-Unis sur le projet SHAD, à la fois au Sénat et à la Chambre des représentants a prolongé l’attention des médias sur ce programme. En 2002, un recours collectif devant la justice fédérale s’est ensuivi au nom des marins US exposés pendant les tests. D’autres études médicales, dont une de plusieurs années, furent poursuivies par l’Académie nationale des sciences américaine pour évaluer les dégâts médicaux potentiels provoqués aux milliers de marins, de civils et autres qui ont été exposés sans leur consentement au cours de ces essais secrets. Les conclusions de cette étude furent enfin publiées en mai 2007.
Du fait que la plupart des personnes concernées par les essais des programmes projet 112 et SHAD n’étaient pas informées sur ces tests, aucun effort ne fut fait pour s’assurer du consentement éclairé du personnel militaire . Le département de la Défense a testé dans d’autres pays des produits qui étaient considérés comme trop contraire à l'éthique pour être réalisés aux USA continentaux. Jusqu’en 1998, le département de la Défense a affirmé officiellement que le projet SHAD n’avait jamais existé. Du fait de cette absence de reconnaissance, les personnes ayant survécu aux tests ne pouvaient pas recevoir de pension d’invalidité pour les problèmes de santé entrainés par ce projet. Le représentant Mike Thompson déclara à propos de ce programme et des efforts du département de la Défense pour le dissimuler : " Ils m’ont dit : « mais ne t’en fait pas à ce sujet, nous n’avons utilisé que des imitations ». Et ma première pensée a été, « bien, vous avez menti à ces types pendant 40 ans, vous m’avez menti pendant 2 ans. Ce serait pour moi un gouffre de défiance à franchir de croire que maintenant vous me dites la vérité. »".
Le département des Anciens combattants a initié une étude sur 3 ans pour comparer la santé de vétérans ayant été concernés par les essais SHAD avec celle de vétérans de même âge n’ayant jamais été en contact avec les retombées des projets SHAD ou 112. Cette étude couta environ 3 millions de dollars et les résultats sont enregistrés en vue de publications futures. Le département de la Défense s’est engagé à fournir au département des Anciens combattants les informations pertinentes dont il a besoin pour établir les prestations aussi vite et aussi efficacement que possible ainsi que d’évaluer et de traiter les anciens combattants qui ont été impliqués dans ces tests. Ce qui demande une étude des documents historiques se rapportant à la succession et à l’exécution des projets 112 et SHAD.
L’information historique communiquée sur le projet 112 par le département de la Défense est constituée de fiches de synthèse plutôt que de documents ou d’informations fédérales originales. Depuis 2003, 28 fiches de synthèse ont été communiquées, concernant essentiellement le Deseret Test Center près de Dugway, Utah, qui avait été construit entièrement pour les projet 112 et SHAD et qui a été fermé après que ces projets furent arrêtés en 1973.
Les traces écrites originales manquent ou sont incomplètes. Par exemple, un essai a consisté à vaporiser, pour les tester, des "aérosols" sur une tour de 91 m depuis un chasseur-bombardier sur l’île d’Ursula dans les Philippines et il apparaît effectivement dans la documentation originale publiée sur le projet SHAD mais sans fiche de renseignements ni autre explication ou divulgation quant à la nature de ce test ou même le nom de ce test.

## Intégration d’un2esite extracontinental à Okinawa, au Japon
Des soupçons concordants à propos des activités du projet 112 ont amené à conclure à "Une histoire réorganisée de la 267e Chemical Company", qui a été rendue disponible par le Centre d’Education au Patrimoine Militaire des USA pour Michelle Gatz, officier du service des vétérans dans le Comté de Yellow Medicine du Minnesota en 2012. D’après ce document, la 267e compagnie du génie chimique a fait un ou des essais à Okinawa, au Japon, le 1er décembre 1962 pendant que la 267e division du génie chimique était stationnée au dépôt de Chibana sur l’île d’Okinawa. Au cours de cette opération, "Des personnels de l’unité étaient activement occupés à préparer le site 2 de la zone RED HAT pour la réception et le stockage des premiers éléments de la cargaison dont le nom de code était "YBA" (du projet 112 du département de la Défense). La compagnie a reçu d’autres cargaisons, codés YBB et YBF, qui d’après les documents déclassifiés incluaient aussi du gaz sarin, du gaz VX et du gaz moutarde.
L’historien et universitaire, Sheldon Howard Harris, mort en 2002, écrivit à propos du projet 112 :

« Le programme de tests, qui a commencé à l’automne 1962 et qui a été financé au moins pendant l’année fiscale 1963, a été considéré par l'Unité d'armée chimique comme un « programme ambitieux ». Les tests étaient conçus pour couvrir « non seulement les essais en mer, mais également ceux en milieux arctiques ou tropicaux » ; ils étaient probablement orientés géographiquement vers ce que les officiers de recherche désignaient, sans les nommer, de « sites satellites ». Ces sites pouvaient être aussi bien dans les États-Unis continentaux que dans des pays étrangers. On y faisait des tests concernant les réactions des humains, des animaux et des plantes aux armes biologiques. On sait que ces tests ont eu lieu au Caire en Égypte, au Liberia, en Corée du Sud et dans des provinces autour d’Okinawa au plus tard en 1961. C’était au moins an avant la création du projet 112. Le projet de recherche anti céréales d’Okinawa a pu fournir des connaissances aux projets plus ambitieux financés par le projet 112. A Okinawa et « en plusieurs lieux du Midwest et du Sud des USA », des experts en armes biologiques ont mené, en 1961, des « essais sur le terrain » utilisant les germes de la rouille du blé et de la pyriculariose du riz. Dans le compte-rendu des données, ces tests ont rencontré un « succès partiel » et ont donc menés à une augmentation significative de la dotation pour l’année fiscale 1962 dans le but de conduire des recherches supplémentaires dans ces domaines. L’argent était largement dédié à développer des « conseils techniques dans la conduite de la défoliation et des activités anti-céréalières dans le Sud Est asiatique ». À la fin de l’année fiscale 1962, l'Unité d’armée chimique avait donné son autorisation ou négociait des contrats pour plus de mille défoliants chimiques. Les tests à Okinawa avaient d’évidence, été fructueux. »

— (Harris, 2002):232
Le gouvernement des USA avait auparavant révélé des informations sur les tests d’armes chimiques et biologiques menés en mer et à terre cependant, des documents nouvellement découverts montrent que l’armée US avait testé des armes biologiques à Okinawa au début des années 60, quand la région était sous juridiction US. Au cours de ces tests qui ont été menés au moins une douzaine de fois entre 1961 et 1962, des germes du champignon de pyriculariose attaquant le riz, ont été diffusés par l’US Army en utilisant « un petit pulvérisateur pour répandre ces germes le long des champs à Okinawa et à Taïwan, » ceci pour mesurer les dosages effectivement requis en fonction de la distance aux cultures et pour relever les effets négatifs sur la production de céréales,.
La pyriculariose produit une mycotoxine appelée l’acide tenuazonique connu pour ses conséquences sur la santé humaine et animale.